# Aprostocetus lutescens
Aprostocetus lutescens är en stekelart som beskrevs av Askew 1997. Aprostocetus lutescens ingår i släktet Aprostocetus och familjen finglanssteklar.
Artens utbredningsområde är Spanien. Inga underarter finns listade i Catalogue of Life.